# Pieczysko (jezioro w powiecie szczycieńskim)
Pieczysko (także Pierzyska) – jezioro w Polsce położone w województwie warmińsko-mazurskim, w powiecie szczycieńskim, w gminie Pasym.
Jezioro jest hydrologicznie zamknięte.